# Gheorghe Melidon
George Radu Melidon (Roman, 1831-Roman, 1897) fue un pedagogo y escritor rumano.

## Biografía
Nacido el 13 de marzo de 1831 en Roman, hizo todos sus estudios en Iași en la Academia Nacional.  Colaborador del periódico Zimbrul de 1854 a 1860, en 1856 fue nombrado profesor de mitología y retórica en el Colegio Académico de Iași, luego pasó a ser jefe de sección del Ministerio de Cultos de Moldavia hasta 1862. Desde entonces hasta 1864, fue director general de escuelas de Bucarest; de 1864 a 1867 inspector escolar y más tarde director de la escuela pedagógica.  Luego regresó nuevamente a Iași. Entre sus obras se encontraron títulos como Tractat de versificaţiune (1857), Cântecul Unirei (1859), Prietenul tinerimel, Carte de lecinră (1858) y Pedagogia elementară (1874). Falleció el 11 de mayo de 1897 en su ciudad natal.